# Anatolij Bondarienko
Anatolij Nikołajewicz Bondarienko, ros. Анатолий Николаевич Бондаренко (ur. 10 października 1949 w Orsku) – radziecki żużlowiec, specjalizujący się w wyścigach na lodzie.
Czterokrotny medalista indywidualnych mistrzostw świata: dwukrotnie złoty (1979, 1980) oraz dwukrotnie srebrny (1978, 1983). Trzykrotny medalista drużynowych mistrzostw świata: dwukrotnie złoty (1979, 1980) oraz brązowy (1983).
Sześciokrotny medalista indywidualnych mistrzostw Związku Radzieckiego: czterokrotnie złoty (1977, 1979, 1980, 1981), srebrny (1982) oraz brązowy (1976). Dwukrotny złoty medalista drużynowych mistrzostw Związku Radzieckiego (1979, 1982). Pięciokrotny medalista indywidualnych mistrzostw Rosji: dwukrotnie złoty (1979, 1983), srebrny (1982) oraz dwukrotnie brązowy (1977, 1980).